# Буш (курган)
Курган Буш, англ. Bush Barrow — памятник раннего бронзового века в Великобритании (около 2000 г. до н. э.), на западной оконечности комплекса погребальных курганов en:Normanton Down Barrows. Относится к наиболее важным памятникам комплекса археологических памятников вокруг Стоунхенджа. Раскопки провели в 1808 г. Ричард Колт Хоур и Уильям Каннингтон. Находки из кургана представлены в Музее наследия Уилтшира в г. Девизес.
В кургане обнаружен скелет мужчины с большим количеством погребальных даров, в том числе ромбовидные фигуры из золота, наконечник копья с хвостовиком и бронзовые заклёпки, оставшиеся от сгнившего деревянного щита. Известен подобный ромб из кургана Клэндон в Дорсете.